# Länsväg Z 611
Länsväg Z 611 går mellan Sandnäset, E14, och Krokom. Vägen passerar byn Dvärsätt. Vägen var förr E75 innan namnbyte och ny sträckning. Vägen byter namn genom Krokom till Offerdalsvägen.
Den går i Jämtlands län. 
Länsväg 611 ansluter till:
- E14
- Länsväg 339
- Länsväg 340
- Länsväg Z 1024